# Universidad de Andorra

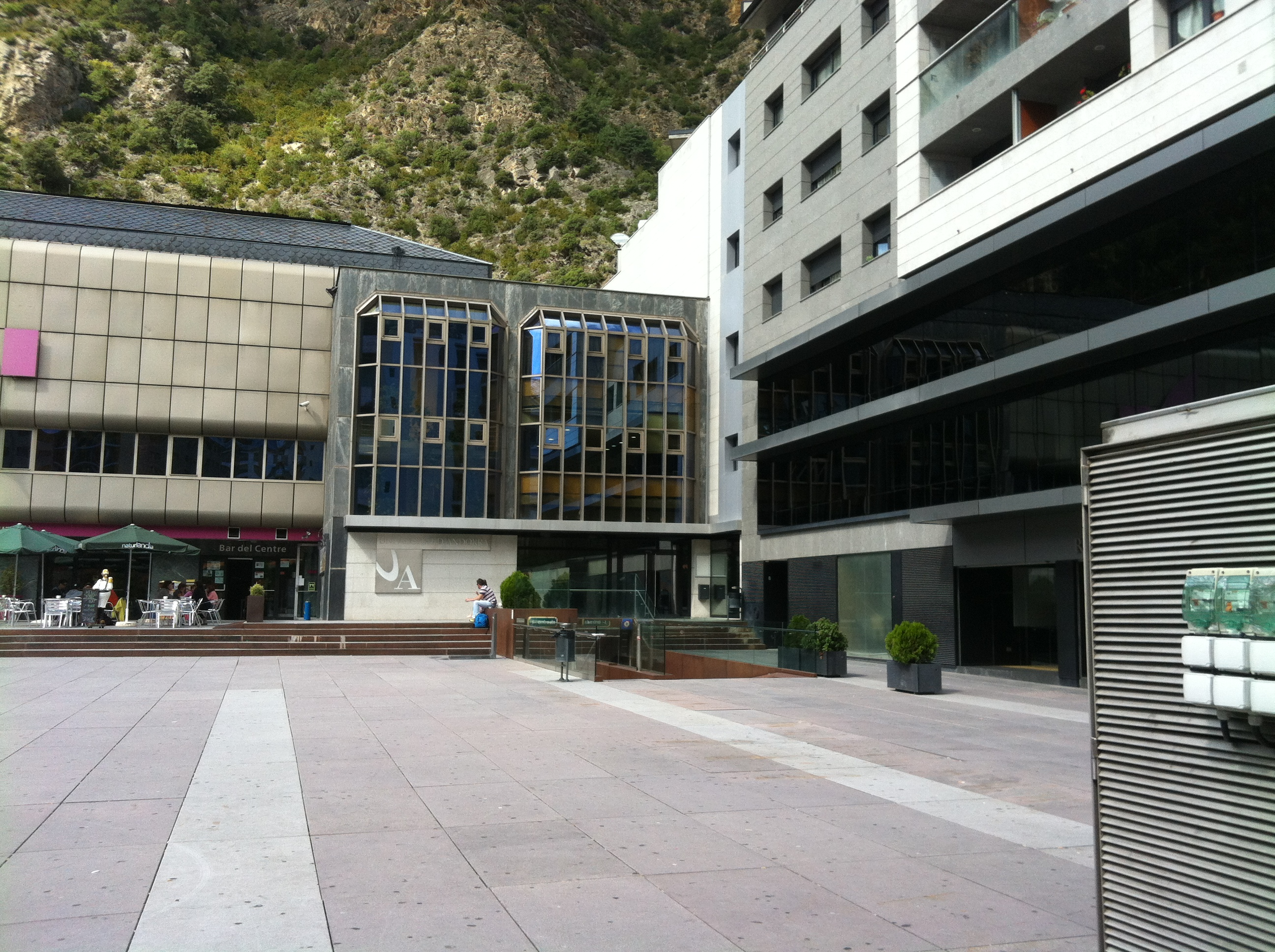
Universidad de Andorra (2014)

La Universidad de Andorra (en catalán y oficialmente, Universitat d'Andorra) es una institución pública de educación superior creada en el año 1988. Es la única universidad pública existente en Andorra. La educación superior en el país se inició en 1988, con la creación de las escuelas de Enfermería y de Informática, dando origen a la Universidad de Andorra, creada legalmente en 1997 y que desde 2004 tiene su campus en el centro de San Julián de Loria.
La Universidad de Andorra tiene como misión básica responder a las necesidades de la sociedad andorrana, tanto en los aspectos relativos a la enseñanza superior como en la investigación y la transferencia de tecnología y conocimiento, todo con un alto nivel de calidad y adaptado a la realidad y dimensión del país. Gracias a ello, más del 90% de los titulados encuentran trabajo antes de terminar los estudios o durante el primer mes de búsqueda, según un estudio de inserción laboral realizado por la Agència de Qualitat de l’Ensenyament Superior (AQUA) (Agencia de Calidad de la Educación Superior de Andorra) en el año 2018.
Las carreras que ofrece la Universidad de Andorra (UdA) son 
- Administración y Gestión Empresarial 
- Enfermería
- Informática 
- Magisterio 
- Comunicación
- Humanidades 
- Derecho
- Lengua. De todas ella, las cuatro primeras se ofrecen en clases presenciales mientras que las restantes son por clases virtuales y en colaboración con otras universidades. Además, cuenta con varios másteres y otros postgrados. El curso 2018-2019 puso en marcha un nuevo máster en Derecho, que prepara para el acceso a la profesión de abogado en Andorra de acuerdo con lo establecido en la normativa en esta materia.
Las titulaciones de primer ciclo universitario que se imparten en la Universidad de Andorra son bachelores de 180 créditos europeos estructurados en tres años académicos, principalmente en los ámbitos tecnológico, empresarial, sanitario y educativo. Todos ellos adaptados a las directrices del Espacio Europeo de Educación Superior (EEES) y que están reconocidos en los países que forman parte de él.
Los principales activos de la universidad son la atención personalizada al estudiante, la promoción del aprendizaje a lo largo de la vida, y un modelo educativo con planes de estudio basados en el logro de competencias mediante la resolución de retos. Las relaciones internacionales son una de las prioridades de la UdA, igual que los programas de movilidad entrantes y salientes de estudiantes y de personal. Para ello, tiene firmados acuerdos de colaboración con diferentes universidades de todo el mundo y se potencia que las titulaciones dispongan de un semestre vehiculado en lengua inglesa. 
La Universidad de Andorra pertenece a la Red Vives de Universidades (XVU), a la Asociación de Universidades Europeas, a la Asociación Internacional de Universidades, a la Agencia Universitaria de la Francofonía, al Consejo Universitario Iberoamericano, y lidera la Network of University of Small Countries and Territories (NUSCT).
La Universidad de Andorra celebró, durante el curso 2018-2019, su 30.º aniversario con el cierre de una cápsula del tiempo con documentación y objetos cotidianos del año 2018, que no se podrá abrir hasta el curso 2088-2089, coincidiendo con su centenario.